# Drea de Matteo
Pour les articles homonymes, voir Matteo et De Matteo.
Andrea Donna de Matteo, plus connue sous le nom de Drea de Matteo, est une actrice américaine née le 19 janvier 1972 dans le quartier de Queens à New York.
Elle se fait connaître grâce à la série dramatique acclamée Les Soprano (1999-2006) qui la révèle au grand public et lui permet de remporter le Primetime Emmy Award de la meilleure actrice dans un second rôle dans une série télévisée dramatique.
Forte de ce succès, elle en profite pour jouer au cinéma et apparaît dans des longs métrages comme Christmas (2001), Opération Espadon (2001), Les Voyous de Brooklyn (2002), Prey for Rock & Roll (2003) et Assaut sur le central 13 (2005). Il s'ensuit la sitcom comique dérivée de Friends, Joey (2004-2006), ainsi que de nombreuses participations à des longs métrages indépendants comme Broken English (2007), New York, I Love You (2009) et Dark Places (2015).
Elle fait ensuite un retour remarqué à la télévision avec plusieurs séries : la dramatique Sons of Anarchy (2008-2014), la tragi-comique Desperate Housewives (2009-2010) et la série policière Shades of Blue (2016-2018), où elle seconde Jennifer Lopez.

## Biographie

### Enfance et formation
Andrea de Matteo naît dans une famille italo-américaine catholique originaire de Naples, et composée de sa mère, qui est dramaturge, de son père, qui fabrique des meubles, et de ses deux frères plus âgés, Joe et Darren. Sa famille l'a toujours appelée par le diminutif Drea, prononcé « Dray ».
Acceptée à la Tisch School of the Arts de l'université de New York, elle y entre avec l'ambition de devenir réalisatrice. Elle y rencontre Brett Ratner (réalisateur de Rush Hour et de Dragon rouge) et s'inscrit à des cours de comédie, ce qui est recommandé à tout aspirant à la réalisation. Elle y révèle de réelles qualités d'actrice, et décide finalement de poursuivre dans cette voie. Elle participe à un film indépendant, 'M' Word, en 1996, et à des pièces de théâtre.

### Carrière

#### Débuts remarqués et révélation
En 1999, elle se présente, pour un petit rôle, au casting d'une nouvelle série de HBO, Les Soprano. Alors qu'elle ne devait au départ apparaître que dans un ou deux épisodes, les producteurs de la série sont séduits par son jeu, et la rappellent pour qu'elle ait une plus grande importance dans la série : elle y interprète ainsi le personnage d'Adriana La Cerva. Située et produite au New Jersey, la série, écrite principalement par David Chase, met en scène les difficultés que rencontre le mafieux Tony Soprano à concilier les intérêts de sa famille et ceux de l'organisation criminelle qu'il dirige. Grand succès commercial et critique, la série est considérée comme l'un des plus grands succès financiers de la télévision.

Logo de la série télévisée Les Soprano.

En 2004, la performance de l'actrice est récompensée par un Emmy Award dans la catégorie « meilleure actrice dans un second rôle dans une série télévisée dramatique ». L'année d'après, son interprétation séduit encore la critique qui la nomme pour le Golden Globe de la meilleure actrice dans un second rôle dans une série, une mini-série ou un téléfilm ainsi que pour le Screen Actors Guild Award de la meilleure actrice dans une série télévisée dramatique.
Parallèlement à son travail dans la série, elle tourne également pour le cinéma : elle participe ainsi en 2001 à Christmas d'Abel Ferrara et au thriller blockbuster Opération Espadon. Le premier lui vaut les éloges de la critique et le second, dans lequel elle donne la réplique à Hugh Jackman, lui permet de nouer avec les hauteurs du box office. En 2002, elle joue un second rôle dans le thriller Les Voyous de Brooklyn, l'année d'après elle porte le drame indépendant Prey for Rock & Roll. En 2004, elle joue dans le thriller Beacon Hill ainsi que le drame Love Rome, deux projets qui passent inaperçus.

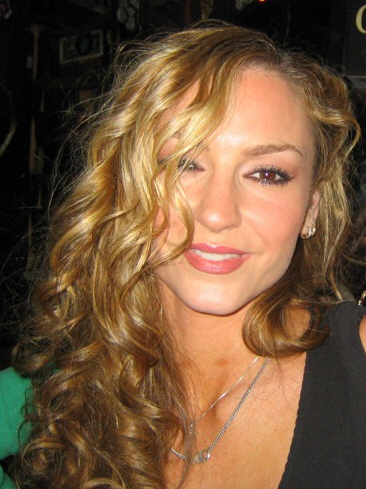
Photographiée en 2005.

Au printemps de cette même année, elle tente une nouvelle aventure et accepte de faire partie de la distribution principale d'une nouvelle série télévisée, Joey, le spin-off de Friends. Elle y interprète Gina Tribbiani, sœur de Joey et mère de Michael, jusqu’à l'arrêt de la sitcom, en 2006. Entretemps, elle seconde Ethan Hawke et Laurence Fishburne dans le film d'action Assaut sur le central 13, puis, elle occupe le premier rôle féminin du drame Walker Payne face à Jason Patric et Sam Shepard.
En 2007, elle est à l'affiche de deux comédies dramatiques : d'abord la plébiscitée par la critique, Broken English, dont elle tient la vedette aux côtés de Parker Posey et Melvil Poupaud, puis la beaucoup plus discrète The Good Life, où elle seconde les jeunes stars Zooey Deschanel et Chris Klein et donne aussi la réplique à Bill Paxton. Il s'ensuit un second rôle dans le drame éreinté par la critique Lake City, porté par l'actrice Sissy Spacek, et la romance chorale New York, I Love You, qui divise.

#### Confirmation télévisuelle
Entre 2009 et 2014, elle participe à la première saison et fait son retour lors des saisons 4 à 7 de la série Sons of Anarchy, interprétant le personnage récurrent de Wendy Case. Créée par Kurt Sutter, cette série raconte l'histoire de la ville fictive de Charming, du comté de San Joaquin en Californie, où se déroule une lutte de territoires entre dealers et trafiquants d'armes qui vient perturber les affaires d'un club de bikers.
Entre 2009 et 2010, elle a également rejoint la distribution principale de la série télévisée tragi-comique à succès, Desperate Housewives, aux côtés de Teri Hatcher, Eva Longoria, Felicity Huffman et Marcia Cross. Elle y interprète le rôle d'Angie Bolen, une nouvelle voisine au lourd secret, présente le temps d'une seule saison, la sixième.
Entre 2010 et 2013, elle joue les guest-star dans des séries installées comme New York, unité spéciale, Les Experts : Miami, Californication et The Mindy Project. On la retrouve également en tête d'affiche du téléfilm dramatique L'Ombre du harcèlement, diffusé sur le réseau Lifetime ainsi qu'à l'affiche du film d'action indépendant, produit et joué par l'actrice Anna Paquin, Free Ride, récompensé au Festival international du film des Hamptons 2013.
En 2015, après une intervention dans un épisode de la série fantastique Marvel : Les Agents du SHIELD, elle est à l'affiche de trois longs métrages : d'abord le film policier Dark Places dans lequel elle donne la réplique à l'oscarisée Charlize Theron ; vient ensuite la comédie dramatique indépendante Sex, Death and Bowling et, enfin, la série B d'action, Street Level portée par Marilyn Manson.
En 2016, elle choisit enfin de réintégrer une distribution principale pour la série télévisée policière Shades of Blue, dans laquelle elle incarne la détective Tess Nazario, complice de Jennifer Lopez qui porte la série et marque son retour sur le petit écran. Succès d'audiences, la série est rapidement renouvelée,. Drea de Matteo profite de cette visibilité pour effectuer un retour au cinéma, en décrochant l'un des premiers rôles du thriller horrifique Don't Sleep avec Dominic Sherwood, Cary Elwes, Alex Rocco et Jill Hennessy. En 2018, la série est arrêtée en plein succès, à l'issue de la troisième saison.
Dès l'année suivante, elle rejoint la distribution régulière de la série dramatique A Million Little Things, renouant ainsi avec le réseau ABC. Puis, elle participe à la série dérivée d'American Satan, Paradise City,.

#### Positions anti-vaccination et déclin
À la suite de la pandémie de Covid-19, Drea de Matteo a fait publiquement savoir ses positions anti-vaccination. Selon Quentin Piton pour le site Pure Break, cela lui vaut d'être boycottée à Hollywood. En 2023, elle ouvre un compte OnlyFans pour, selon elle, éviter la ruine.

### Vie personnelle
En 1997, Drea de Matteo a ouvert un magasin de vêtements, Flith Mart, avec son petit ami de l'époque, Michael Sportes.
Le 28 novembre 2007, Drea de Matteo accouche d'une petite fille appelée Alabama Gipsy Rose, dont le père est le chanteur country Shooter Jennings, avec lequel elle est en couple depuis 2001. Elle apparaît en 2008 dans le clip vidéo de ce dernier, Walk of Life. Le 7 avril 2011, ils ont un fils, prénommé Waylon Albert Jennings. En 2013, le couple se sépare.
Depuis juin 2013, elle est en couple avec le bassiste Michael Devin. Le 25 juillet 2015, ils se fiancent lors d'un concert de celui-ci
Le 26 mars 2015, Drea de Matteo a perdu son appartement, dont elle était propriétaire depuis plus de 22 ans, lorsqu'une explosion de gaz et un incendie meurtrier ont détruit trois bâtiments de la ville de New York.

## Prises de positions
En plus de ses positions anti-vaccinaton, Drea de Matteo soutient publiquement Donald Trump.

## Filmographie

### Cinéma

#### Longs métrages
- 1996 : 'M' Word de Brett Parker : rôle non communiqué
- 1999 : Un homme idéal de Brett Parker : Hilary Harris
- 2000 : Sleepwalk de James Savoca : Henrieta
- 2001 : Christmas d'Abel Ferrara : la femme
- 2001 : Opération Espadon (Swordfish) de Dominic Sena : Melissa
- 2001 : Made de Jon Favreau : Fille du club (non créditée)
- 2002 : Crazy little thing (The Perfect You) de Matthew Miller : Dee
- 2002 : Les Voyous de Brooklyn (Deuces Wild) de Scott Kalvert : Betsy
- 2002 : Deuces Wild de Scott Kalvert : Betsy
- 2003 : Prey for Rock & Roll d'Alex Steyermark :  Tracy
- 2004 : Beacon Hill de Michael Connolly et John Stimpson : Cadet Ramsey
- 2004 : Love Rome de C.B. Smith : Angela
- 2005 : Assaut sur le central 13 (Assault on Precinct 13) de Jean-François Richet : Iris Ferry
- 2006 : Farce of the Penguins de Bob Saget : Ester (voix)
- 2006 : Walker Payne de Matt Williams : Lou Ann
- 2007 : Broken English de Zoe R. Cassavetes : Audrey Andrews
- 2007 : The Good Life de Stephen Berra : Dana
- 2008 : Lake City de Hunter Hill et Perry Moore : Hope
- 2009 : New York, I Love You d'Allen Hughes : Lydia
- 2009 : Once more with feeling de Jeff Lipsky : Lana Gregorio
- 2013 : Free Ride de Shana Betz : Sandy
- 2015 : Dark Places de Gilles Paquet-Brenner : Krissi Cates, adulte
- 2015 : Sex, Death and Bowling d'Ally Walker : Ana
- 2015 : Street Level de David Labrava : Angela
- 2017 : Don't Sleep de Rick Bieber : Jo Marino
- 2022 : Queen of Manhattan de Thomas Mignone : Dominique
- 2025 : Nonnas de Stephen Chbosky : Stella

#### Courts métrages
- 2011 : Mob Wives de Chris Kelly : Drita D'Avanzo
- 2012 : Mob Wives 2: The Christening de Ryan Perez : Drita D'Avanzo

### Télévision

#### Téléfilms
- 2010 : Fakers de Pierre Gill : La mère de Tanner
- 2013 : L'Ombre du harcèlement (Stalkers) de Mark Tonderai : Diane Harkin

#### Séries télévisées
- 1996 : Swift Justice : Laurie Tuco (1 épisode)
- 1999 - 2006 : Les Soprano : Adriana La Cerva (61 épisodes)
- 2004 - 2006 : Joey : Gina Tribbiani (46 épisodes)
- 2008 - 2014 : Sons of Anarchy : Wendy Case (rôle récurrent - 35 épisodes)
- 2009 - 2010 : Desperate Housewives : Angie Bolen (principale saison 6 - 23 épisodes)
- 2010 : Running Wilde : Didi (1 épisode)
- 2011 : New York, unité spéciale : Sandra Roberts (saison 12, épisode 11)
- 2011 : Les Experts : Miami : Evelyn Bowers (saison 10, épisode 7)
- 2012 : Californication : Holly (saison 5, épisode 7)
- 2013 : The Mindy Project : Kelsey (saison 1, épisode 15)
- 2015 : Marvel : Les Agents du SHIELD : Karla Faye Gideon (saison 2, épisode 13)
- 2016 - 2018 : Shades of Blue : détective Tess Nazario (rôle principal - 36 épisodes)
- 2019 : A Million Little Things : Barbara Morgan (rôle récurrent - 8 épisodes)
- 2019 : Paradise City : Maya (rôle principal)
- 2023 : Mayans mc : Wendy case

## Distinctions
Sauf indication contraire ou complémentaire, les informations mentionnées dans cette section proviennent de la base de données IMDb.

### Récompenses
- 2002 : Feature Film Award de la meilleure actrice du New York International Independent Film & Video Festival pour Christmas
- 2004 : Primetime Emmy Award de la meilleure actrice dans un second rôle dans une série télévisée dramatique pour Les Soprano (1999)
- 2004 : Gold Derby Awards de la meilleure actrice dans un second rôle dans une série télévisée dramatique pour Les Soprano
- 2004 : Online Film & Television Association Awards de la meilleure actrice dans un second rôle dans une série télévisée dramatique pour Les Soprano
- 2005 : Gracie Award de la meilleure actrice dans un second rôle dans une série télévisée dramatique pour Les Soprano (1999)

### Nominations
- 2001 : Golden Globes de la meilleure distribution dans une série dramatique pour Les Soprano (1999) partagé avec Lorraine Bracco, Dominic Chianese, Edie Falco, James Gandolfini, Robert Iler, Michael Imperioli, Nancy Marchand, Vincent Pastore, David Proval, Jamie-Lynn Sigler, Tony Sirico, Aida Turturro et Steven Van Zandt
- Screen Actors Guild Awards 2001 : meilleure distribution pour une série télévisée dramatique dans Les Soprano
- 2002 : Golden Globes de la meilleure distribution dans une série dramatique pour Les Soprano (1999) partagé avec Lorraine Bracco, Dominic Chianese, Edie Falco, James Gandolfini, Robert Iler, Michael Imperioli, Tony Sirico, Aida Turturro, Jamie-Lynn Sigler, Steven Van Zandt, Federico Castelluccio, Joe Pantoliano, Steve Schirripa et John Ventimiglia
- Screen Actors Guild Awards 2002 : meilleure distribution pour une série télévisée dramatique dans Les Soprano
- 2003 : Golden Globes de la meilleure distribution dans une série dramatique pour Les Soprano (1999) partagé avec Lorraine Bracco, Federico Castelluccio, Dominic Chianese, Vincent Pastore, Edie Falco, James Gandolfini, Robert Iler, Michael Imperioli, Jamie-Lynn Sigler, Tony Sirico, Aida Turturro, Steven Van Zandt, Joe Pantoliano, Steve Schirripa et John Ventimiglia
- Screen Actors Guild Awards 2003 : meilleure distribution pour une série télévisée dramatique dans Les Soprano
- Golden Globes 2005 : 
  - meilleure distribution dans une série dramatique pour Les Soprano (1999) partagé avec Lorraine Bracco, Steve Schirripa, Dominic Chianese, Vincent Pastore, Jamie-Lynn Sigler, Edie Falco, James Gandolfini, Robert Iler, Michael Imperioli, Tony Sirico, Aida Turturro, Steven Van Zandt et John Ventimiglia
  - meilleure actrice dans un second rôle dans une série, une mini-série ou un téléfilm pour Les Soprano (1999)
- Screen Actors Guild Awards 2005 : 
  - meilleure distribution pour une série télévisée dramatique dans Les Soprano
  - meilleure actrice dans une série télévisée dramatique dans Les Soprano

## Voix françaises
En France, Drea De Matteo est régulièrement doublée par Élisabeth Fargeot.
En France
| - Élisabeth Fargeot dans : - Les Soprano (série télévisée) - Sons of Anarchy (série télévisée) - The Mindy Project (série télévisée) - L'Ombre du harcèlement (téléfilm) - Marvel : Les Agents du S.H.I.E.L.D. (série télévisée) - Collide - Mayans M.C. (série télévisée) - Marjorie Frantz dans, : - Opération Espadon - Desperate Housewives (série télévisée) - New York, unité spéciale (série télévisée) | et aussi - Laurence Dourlens dans : (les séries télévisées) - Shades of Blue - A Million Little Things et aussi - Anne Rondeleux dans Joey (série télévisée) - Charlotte Valandrey dans Assaut sur le central 13 - Déborah Perret dans New York, I Love You - Carole Franck dans Les Experts : Miami (série télévisée) - Odile Schmitt (* 1956 - 2020) dans Californication (série télévisée) - Emmanuelle Rivière dans Dark Places |